# سمک عیار (مجموعه تلویزیونی)

صحنه‌ای از سریال

سمک عیار نام یک مجموعه تلویزیونی ایرانی است که در سال ۱۳۵۴ و به کارگردانی «محمدرضا اصلانی»، «باربد طاهری» و «واروژ کریم‌مسیحی» ساخته شد و در مهرماه سال ۱۳۵۵ از تلویزیون ملی ایران پخش گردید. این مجموعه تلویزیونی، اولین مجموعه تلویزیونی «رنگی» در ایران است.
نخستین قسمت این مجموعه در روز یکشنبه ۱۸ مهر سال ۱۳۵۵ از شبکه دوم تلویزیون ملی ایران پخش شد.

## خلاصه داستان
این مجموعه تلویزیونی، بر اساس کتاب مشهور سمک عیار تهیه شده و به فرهنگ و روابط عیاری می‌پردازد.

## مکان فیلمبرداری
این مجموعه تلویزیونی در شهر شوشتر و مناطق طبیعی اطراف آن فیلمبرداری شده است.

## گزیدهٔ بازیگران
- ولی‌الله شیراندامی
- حسین کسبیان
- فیروز بهجت‌محمدی
- هادی اسلامی
- جمشید گرگین
- خسرو شکیبایی
- عزیزالله هنرآموز
- علی ژکان
- حسین محجوب
- مهری مهرنیا
- مستانه جزایری
- عصمت صفوی
- فرهاد خان‌محمدی[۷]
- علی امجدی[۸]
- نصرالله زمردیان
- توفان افراسیابی
- حمید طاعتی
- هرمز سیرتی
- حسن اصفهانی
- حسین اصفهانی
- عصمت صنوف
- فرشته حیدری
- لاله پورقدیری
- فکور طاهری
- روحی ساوجی
- فلورا شباویز
- بنفشه معاضد
- شهرزاد